# L'ira degli albi
L'ira degli albi (Die Legenden der Albae: Tobender Sturm) è l'ottavo romanzo fantasy di Markus Heitz e il quarto della saga Le Leggende degli Albi, scritto nel 2014 e pubblicato in Italia nel 2017, sequel di Il cammino oscuro - La vendetta degli albi.

## Edizioni
- Markus Heitz, L'ira degli albi, Editrice Nord, 2017, ISBN 9788842926405.